# Theridion zonarium
Theridion zonarium là một loài nhện trong họ Theridiidae.
Loài này thuộc chi Theridion. Theridion zonarium được Eugen von Keyserling miêu tả năm 1884.